# Liste des agglomérations de Suisse
En Suisse, les agglomérations sont des régions formées par un groupe de communes qui entretiennent des relations avec la ville représentant le centre régional.

## Histoire
C'est vers la fin du XIXe siècle, avec les progrès de l'urbanisation et le développement des premiers moyens de transports publics urbains que l'agglomération fait son apparition. Dans la statistique suisse, le terme apparait en 1880, bien qu'il reste peu utilisé. La diffusion de l'automobile dans les premières décennies de ce siècle et les nouvelles orientations en matière d'urbanisme, d'aménagement du territoire et de politique de l'habitat (séparation spatiale des fonctions, par exemple quartiers résidentiels et zones industrielles) font démarrer le débat scientifique sur le sujet. En 1930, pour la première fois, l'agglomération est définie d'une façon systématique sur la base d'un accord passé entre l'Office fédéral de la statistique et les villes les plus importantes. Ces dernières sont définies par la continuité du bâti entre couronne et centre, un secteur primaire ne devant pas dépasser 20 % dans la couronne, ainsi qu'un tiers de navetteurs au moins dans la population active de l'agglomération. En parallèle, une autre solution aux relations centre-couronne consiste à réunir des petites communes périphériques au noyau, pratiquée par exemple à Zurich en 1893 et 1934, à Winterthour en 1922 et à Genève en 1931 ; cette pratique reste cependant rare.
La croissance des agglomérations dans l'après-guerre est liée à l'expansion du trafic privé. Dès les années 1970, le phénomène est aussi influencé par le développement des transports publics, par la transformation de la structure de l'emploi, avec l'augmentation très forte du secteur tertiaire et la suburbanisation aussi bien du tertiaire que du secondaire. Pour tenir compte de ces nouveaux développements, la définition est fondamentalement révisée en 1980 ; elle insiste désormais sur le caractère fonctionnel de l'agglomération, à savoir les relations entre communes d'agglomération et zones centrales, celle-ci pouvant être constituée par une ou deux villes.
À la fin du XXe siècle, des agglomérations débordant les frontières nationales se sont créées, par exemple celles de Bâle, de Genève ou de Côme-Chiasso-Mendrisio. De plus, sur le Plateau — d'Olten à Winterthour —, le long du Léman et au Tessin, les agglomérations sont maintenant contiguës et forment de grandes régions urbaines multipolaires, entraînant d'importants flux de navetteurs. Après le recensement de 1990, les notions d'agglomérations transnationales, de zones centrales avec pôles spatialement séparés et d'aires métropolitaines englobant plusieurs agglomérations sont introduites. La croissance des agglomérations pose le problème de la coopération entre communes de la couronne et ville-centre dans tous les domaines de la politique locale qui ont trait aux finances ou à l'utilisation du sol, par exemple infrastructure des transports, élimination des déchets, péréquation financière. Dans la littérature économique, on traite de ces problèmes sous le terme de spillovers ou d'« externalités » géographiques. La suburbanisation de la population et des emplois accroissent ces difficultés. À l'échelle régionale et cantonale on demande fréquemment que de nouvelles institutions soient créées pour permettre la coopération intercommunale. De l'avis des experts, les difficultés ne résultent pas du manque d'institutions ou de solutions contractuelles, mais du fait que la volonté de coopérer fait souvent défaut auprès des pouvoirs politiques locaux. Le canton de Fribourg a fait œuvre de pionnier en promulguant en 1996 une loi réglant la création des agglomérations. Si le nombre de celles-ci a triplé en Suisse entre 1930 et 1990 (16 et 48), le nombre moyen des communes que chacune englobe a presque quadruplé (4,6 et 16,5). Moins d'un habitant sur trois y vivait en 1930, plus de deux sur trois en 1990.
En 2024, la Suisse compte 52 agglomérations.

## Définition
Depuis 2012, les agglomérations sont définies comme étant des communes multi-orientées, dont les activités sont en lien avec plusieurs agglomérations, ou des communes-centres hors agglomération, regroupant autour d'elles un nombre très limités de communes (moins de dix). Cette définition comprend ainsi des zones rurales

## Liste
| Rang | Nom de l'agglomération                           | Nombre de communes (en 2021) | Population en Suisse (décembre 2021) | Population hors Suisse (2019) | Total       | Régions métropolitaine, en 2000, |
| ---- | ------------------------------------------------ | ---------------------------- | ------------------------------------ | ----------------------------- | ----------- | -------------------------------- |
| 1    | Zurich                                           | 147                          | +1 424 246,                          |                               | +1 424 246, | Métropole zurichoise             |
| 2    | Genève                                           | 200 (112 à l'étranger)       | +0610 737,                           | +0347 793,                    | +0958 530,  | Métropole lémanique              |
| 3    | Bâle                                             | 203 (96 à l'étranger)        | +0557 169,                           | +0318 487,                    | +0875 656,  | Métropole bâloise                |
| 4    | Lausanne                                         | 127                          | +0438 438,                           |                               | +0438 438,  | Métropole lémanique              |
| 5    | Berne                                            | 68                           | +0424 428,                           |                               | +0424 428,  | Métropole bernoise               |
| 6    | Rheintal                                         | 60 (46 à l'étranger)         | +0060 434,                           | +0298 930,                    | +359 364,   | NC                               |
| 7    | Lucerne                                          | 19                           | +0237 392,                           |                               | +0237 392,  |                                  |
| 8    | Chiasso - Mendrisio - (Côme, Italie)             | 45 (35 à l'étranger)         | +0050 224,                           | +0179 412,                    | +0229 636,  | Métropole milanaise              |
| 9    | Lugano                                           | 68 (17 à l'étranger)         | +0150 796,                           | +0029 740,                    | +0180 536,  | Métropole milanaise              |
| 10   | Saint-Gall                                       | 23                           | +0168 493,                           |                               | +0168 493,  |                                  |
| 11   | Winterthour                                      | 8                            | +0147 482,                           |                               | +0147 482,  | Métropole zurichoise             |
| 12   | Zoug                                             | 14                           | +0135 434,                           |                               | +0135 434,  | Métropole zurichoise             |
| 13   | Kreuzlingen - (Constance, Allemagne)             | 5 (3 à l'étranger)           | +0025 113,                           | +0097 154,                    | +0122 267,  |                                  |
| 14   | Baden - Brugg                                    | 15                           | +0115 115,                           |                               | +0115 115,  | Métropole zurichoise             |
| 15   | Fribourg                                         | 28                           | +0111 216,                           |                               | +0111 216,  |                                  |
| 16   | Bienne                                           | 26                           | +0108 860,                           |                               | +0108 860,  | Métropole bernoise               |
| 17   | Olten - Zofingue                                 | 21                           | +0104 994,                           |                               | +0104 994,  |                                  |
| 18   | Sion                                             | 17                           | +0089 955,                           |                               | +0089 955,  |                                  |
| 19   | Neuchâtel                                        | 13                           | +0086 489,                           |                               | +0086 489,  |                                  |
| 20   | Vevey - Montreux                                 | 11                           | +0087 205,                           |                               | +0087 205,  | Métropole lémanique              |
| 21   | Aarau                                            | 12                           | +0082 802,                           |                               | +0082 802,  |                                  |
| 22   | Thoune                                           | 14                           | +0081 261,                           |                               | +0081 261,  | Métropole bernoise               |
| 23   | Soleure                                          | 22                           | +0081 796,                           |                               | +0081 796,  |                                  |
| 24   | Wil                                              | 10                           | +0076 749,                           |                               | +0076 749,  |                                  |
| 25   | Schaffhouse                                      | 16 (1 à l'étranger)          | +0072 866,                           | +0001 443,                    | +0074 309,  | Métropole zurichoise             |
| 26   | Buchs - (Vaduz, Liechtenstein)                   | 15 (11 à l'étranger)         | +0029 346,                           | +0038 079,                    | +0067 425,  |                                  |
| 27   | Coire                                            | 9                            | +0061 456,                           |                               | +0061 456,  |                                  |
| 28   | La Chaux-de-Fonds - Le Locle - (Morteau, France) | 9 (2 à l'étranger)           | +0050 128,                           | +0005 589,                    | +0055 717,  |                                  |
| 29   | Locarno                                          | 17 (2 à l'étranger)          | +0055 987,                           | +0 000952,                    | +0056 939,  | Métropole milanaise              |
| 30   | Arbon - Rorschach                                | 8                            | +0056 638,                           |                               | +0056 638,  |                                  |
| 31   | Bellinzone                                       | 7                            | +0054 049,                           |                               | +0054 049,  | Métropole milanaise              |
| 32   | Brigue-Glis - Viège                              | 26                           | +0049 167,                           |                               | +0049 167,  |                                  |
| 33   | Rapperswil-Jona - Rüti                           | 3                            | +0048 155,                           |                               | +0048 155,  | Métropole zurichoise             |
| 34   | Yverdon-les-Bains                                | 13                           | +0041 940,                           |                               | +0041 940,  | Métropole lémanique              |
| 35   | Delémont                                         | 15 (1 à l'étranger)          | +0030 792,                           |                               | +0030 792,  |                                  |
| 36   | Bulle                                            | 7                            | +0036 029,                           |                               | +0036 029,  |                                  |
| 37   | Monthey                                          | 4                            | +0034 543,                           |                               | +0034 543,  |                                  |
| 38   | Altdorf                                          | 11                           | +0032 715,                           |                               | +0032 715,  |                                  |
| 39   | Glaris                                           | 2                            | +0031 700,                           |                               | +0031 700,  |                                  |
| 40   | Lachen                                           | 4                            | +0031 351,                           |                               | +0031 351,  | Métropole zurichoise             |
| 41   | Granges                                          | 3                            | +0028 218,                           |                               | +0028 218,  |                                  |
| 42   | Amriswil - Romanshorn                            | 3                            | +0027 257,                           |                               | +0027 257,  |                                  |
| 43   | Sierre                                           | 6                            | +0027 041,                           |                               | +0027 041,  |                                  |
| 44   | Frauenfeld                                       | 1                            | +0025 971,                           |                               | +0025 971,  | Métropole zurichoise             |
| 45   | Lenzbourg                                        | 5                            | +0026 039,                           |                               | +0026 039,  | Métropole zurichoise             |
| 46   | Interlaken                                       | 9                            | +0024 368,                           |                               | +0024 368,  |                                  |
| 47   | Wohlen                                           | 2                            | +0024 638,                           |                               | +0024 638,  | Métropole zurichoise             |
| 48   | Martigny                                         | 3                            | +0023 726,                           |                               | +0023 726,  |                                  |
| 49   | Stein - (Bad Säckingen, Allemagne)               | 4 (1 à l'étranger)           | +0006 421,                           | +0017 144,                    | +0023 565,  |                                  |